# Wanderjahre

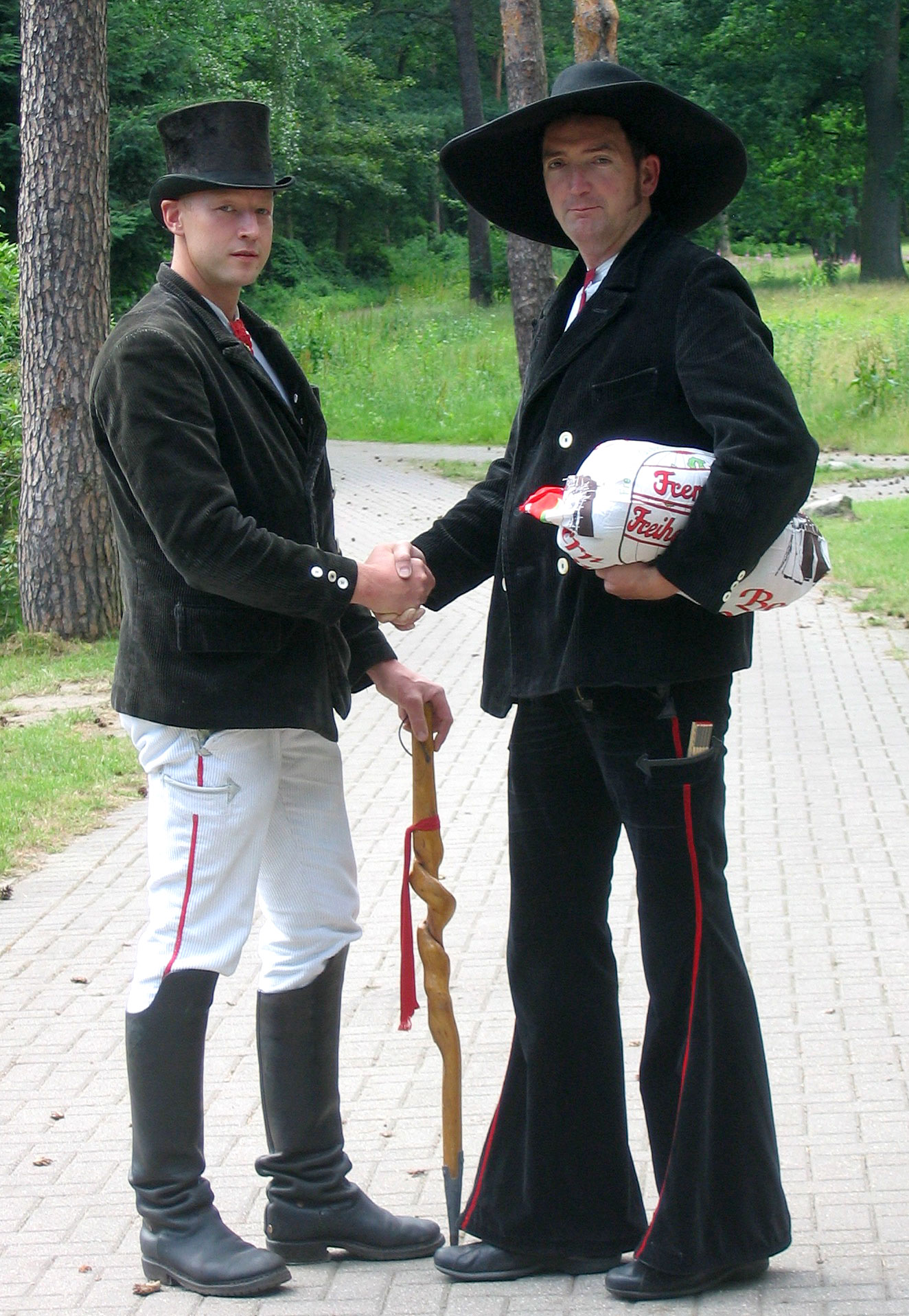
„Fremde Freiheitsbrüder“ (2006)

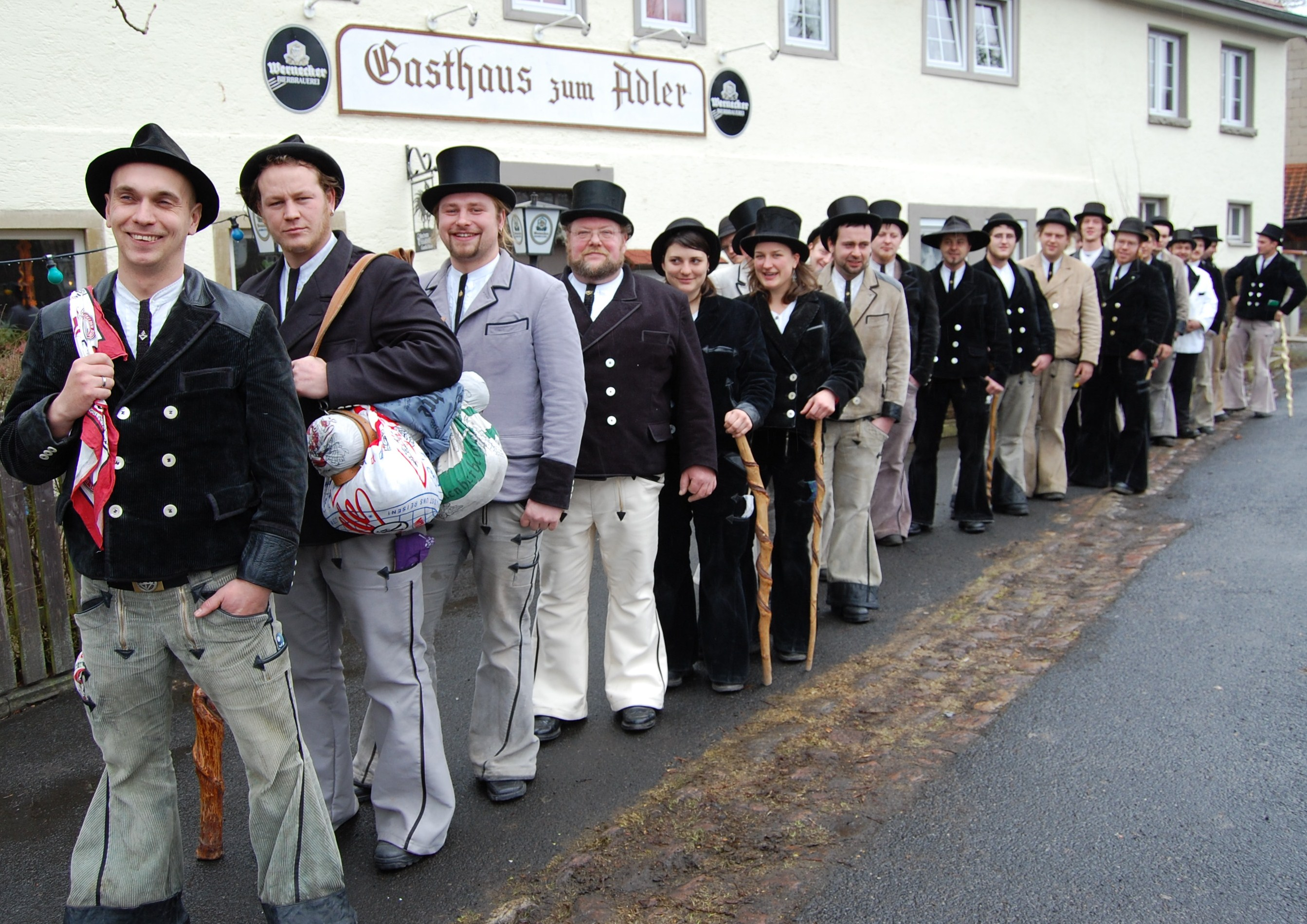
Wandergesellen-Treffen in Bad Kissingen (2010)

Der Begriff Wanderjahre (auch Wanderschaft, Walz, Tippelei, Gesellenwanderung) bezeichnet die Zeit der Wanderschaft zünftiger Gesellen nach dem Abschluss ihrer Lehrzeit (Freisprechung). Sie war seit dem Spätmittelalter bis zur beginnenden Industrialisierung eine der Voraussetzungen für die Zulassung zur Meisterprüfung. Die Gesellen sollten vor allem neue Arbeitspraktiken, fremde Orte, Regionen und Länder kennenlernen sowie Lebenserfahrung sammeln. Ein Handwerker, der sich auf dieser traditionellen Wanderschaft befindet, wird als Fremdgeschriebener oder Fremder bezeichnet.
Die heutige Vorstellung von der Gesellenwanderung ist teilweise verklärt – etwa durch Gedichte oder Schuberts Liederzyklen. Allgemein bekannt sind nur einzelne fragmentarische Überlieferungen, die sich überwiegend auf den Zeitraum zwischen dem späten 18. und frühen 20. Jahrhundert beziehen. Die Geschichte der Wanderschaft als Teil der Handwerks- und Industriegeschichte sowie der Migrationsforschung ist bislang nur in Bruchstücken rekonstruiert.
Im Dezember 2014 gab die Kultusministerkonferenz bekannt, dass die Handwerksgesellenwanderschaft (Walz) als eine von 27 Kulturformen in die Bewerbungsliste zum Bundesweiten Verzeichnis des immateriellen Kulturerbes aufgenommen wird. Am 16. März 2015 erfolgte die Auszeichnung im Sinne des Übereinkommens zur Erhaltung des Immateriellen Kulturerbes der UNESCO.

## Bezeichnungen
Sich selbst bezeichnen Wandergesellen häufig als „Fremde“, die auf Wanderschaft oder Tippeltour sind. Allgemein ist es auch üblich, vom wandernden oder reisenden Handwerksgesellen oder Gesellen auf Wanderschaft zu sprechen, auch versehen mit dem Zusatz „zünftig“ oder „ehrbar“, um den Charakter des Reisens zu unterstreichen. Wandergeselle ist man dabei gerade in den Schächten auf Lebenszeit, weshalb nach der Beendigung der eigentlichen Wanderjahre dann von einheimischen Wandergesellen oder kurz Einheimischen gesprochen wird.
Die Bezeichnung „Walz“ ist allgemein gebräuchlich, unter Fremden wie Einheimischen aber unüblich. Der Begriff „Tippelbruder“ wird als Beleidigung gewertet, da dies auch Berber und Speckjäger bezeichnen kann und somit ein unzünftiges bzw. ehrloses Reisen unterstellt. Der Begriff „Wanderbursche“ ist im Gegenzug mit der wachsenden Zahl weiblicher Gesellen und wohl auch dem steigenden Alter mancher Gesellen nicht mehr zeitgemäß.

## Wanderpflicht zwischen Mittelalter und Industrialisierung
Die Pflicht zur Wanderschaft der Gesellen war erst in nachmittelalterlicher Zeit in bestimmten Zünften, aber längst nicht in allen, als ein Teil des vorgeschriebenen Ausbildungsweges eingeführt worden. Vorausgegangen waren diesen Vorschriften in romanischer und besonders gotischer Zeit die Wanderungen einzelner Bauhandwerker und ganzer Bauhütten von einem Kirchenbauprojekt zum anderen, was heute nur noch selten quellenmäßig fassbar ist und allenfalls durch kunsthistorische Vergleiche und Analyse von Stilmerkmalen nachvollzogen werden kann. Der Zeitraum, den die Wanderschaft umfasste, unterschied sich über die Jahrhunderte, je nach Gewerk und Ort der Zunft. In deren Statuten waren die Anforderungen dazu jeweils genau festgelegt.
Nach dem Ablauf der Hälfte der Wanderjahre bestand die Möglichkeit, sich durch Angehörige als Anwärter auf die Meisterschaft im Buch der jeweiligen Innung eintragen zu lassen. Erst nach Beendigung der Wanderschaft und einer weiteren mehrjährigen Arbeitszeit, den sogenannten Mutjahren in einer Werkstatt am Ort der Antragstellung, bestand die Möglichkeit, sich zum Meisterstück anzumelden. An die Erlangung der Meisterschaft war das Niederlassungsrecht gebunden und damit die Eintragung als Bürger in das Bürgerbuch der Stadt. Erst dann bestand in manchen Zünften die Möglichkeit der Heirat. Beispielsweise wird für das schlesische Neumarkt für Kürschnergesellen das Wandern im Jahr 1701 erstmals erwähnt, es war dort allerdings wohl schon lange vorher Brauch. Es wanderte ein Mutgeselle aus Brieg zu, um sich hier selbstständig zu machen. Für fremde Gesellen bestand zur Erlangung der Meisterwürde und der damit immer verbundenen Selbstständigkeit zu der Zeit in Neumarkt eine Pflicht von sechs Jahren Wanderzeit, für Meistersöhne drei Jahre.
Aus Erfahrungsberichten von Gesellen geht allerdings hervor, dass die Laufbahnen nicht immer dem Muster Lehrling-Geselle-Meister folgten. Berichtet wird sowohl von der Wanderschaft als Strategie des sozialen Aufstiegs als auch der Bewältigung von Abstieg. Häufig ist auch keine soziale Mobilität zu erkennen.

### Geschichte
Seit dem Beginn der frühen Neuzeit war die Wanderpflicht der Gesellen von den Zünften in den Wanderordnungen festgeschrieben worden. Je nach Gewerk wurde unterschiedlich stark auf Wissens- und Technologietransfer gezielt. Die Wanderung bildete auch ein Steuerungsinstrument am Arbeitsmarkt. Die Meister konnten die Beschäftigung flexibel gestalten und sie eröffnete den Gesellen Chancen auf einem tendenziell gesättigten Arbeitsmarkt. Die Gesellenwanderungen können als eine migratorische Suche nach Arbeitsmarktchancen, Familienbildung und Sesshaftigkeit verstanden werden. Trotz der Gewerbereform, der Aufhebung des Wanderzwangs und dem Bedeutungsverlust der Zünfte blieben die Bewegungsmuster der Handwerksgesellen daher bis über die Mitte des 19. Jahrhunderts bestehen.

### Ablauf
Der Ablauf der Wanderschaft wurde in den auf die innere Ordnung der Zunft speziell abgestimmten Artikeln, dem Artikelbuch, festgelegt und unterschied sich zeitlich, regional und nach dem Gewerk.
Als Zielorte der Wanderschaft kamen vor allem Städte im Reichsgebiet in Betracht, bei Berufen, die der Kunst- und Luxusproduktion zuzuordnen sind, wie beispielsweise Bildhauer oder Goldschmied, auch das Ausland. Wenn der Wandergeselle in eine fremde Stadt kam, hielt er mit Hilfe eines dazu bestimmten Schaumeisters oder Schaugesellen Umschau, indem er in bestimmter Reihenfolge die Werkstätten aufsuchte und um Arbeit fragte. Fand er keine, bekam er bei bestimmten Zünften (in Norddeutschland: bei den sogenannten geschenkten Ämtern) ein kleines Zehrgeld geschenkt und reiste umgehend weiter. Wer blieb, musste sich wenigstens auf bestimmte Zeit, oft ein halbes Jahr, verdingen. Der Eintritt in den Kreis der Gesellen war an vielen Orten bis weit ins 18. Jahrhundert Anlass für ein Gelage mit den damit verbundenen derben und unmäßigen Trinkscherzen. Die Einschreibung der Gesellen nach Ankunft bei der Lade war mit der Ablegung eines Geselleneids auf die Zunftlade verbunden; die Eidleistung erfolgte beispielsweise in Bozen, entsprechend der von Erzherzog Ferdinand Karl erlassenen Gesellenordnung der örtlichen Schneider von 1656, vor der geöffneten Lade, in der auch die Zunftprivilegien verwahrt wurden. Oftmals wurden die Gesellen bestimmten Meistern zugewiesen, da es für die Zahl der Meister Beschränkungen in der Anzahl der zu beschäftigenden Gesellen gab. Die Kündigung war beiden Seiten möglich.

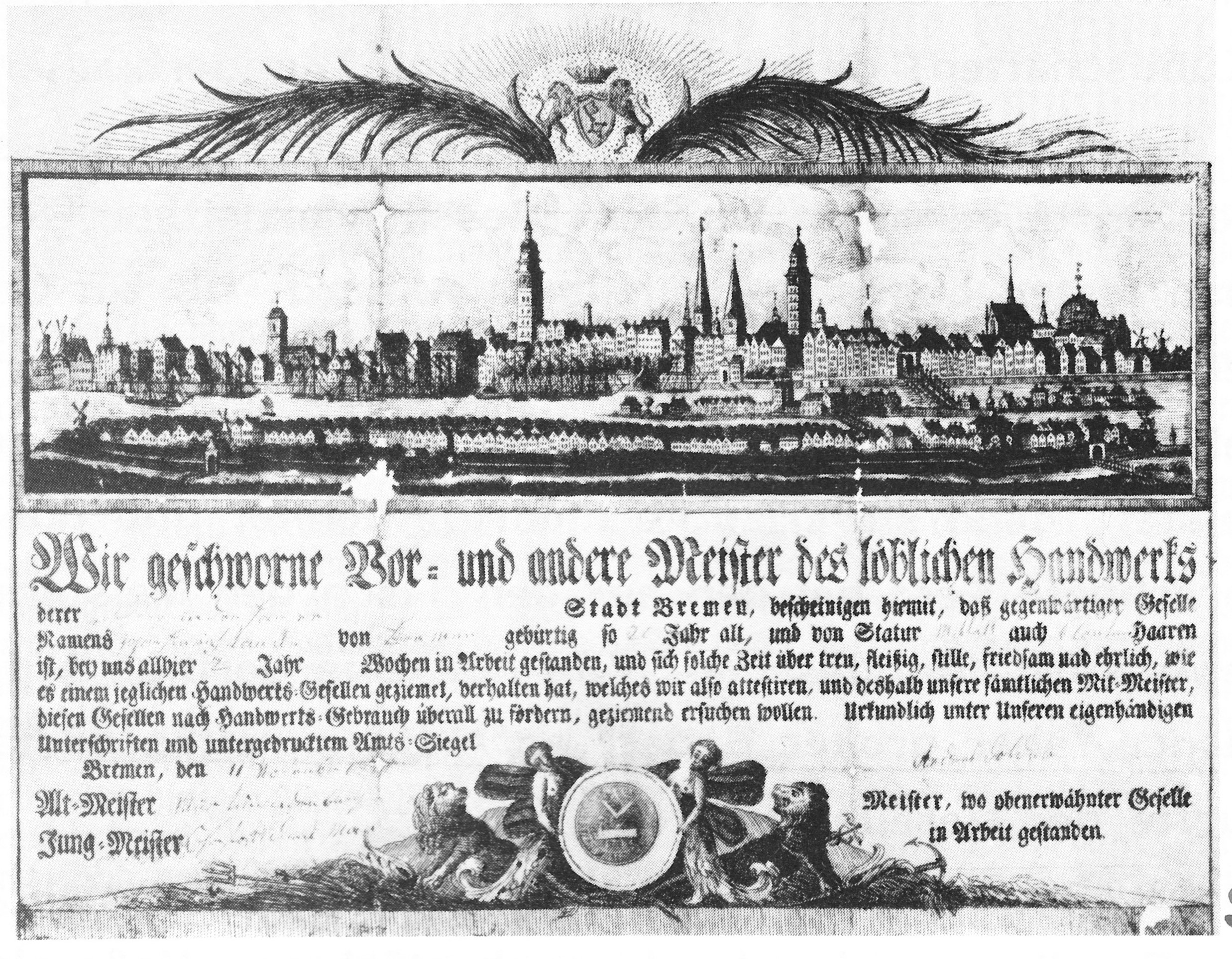
Kundschaft für einen Tischlergesellen, ausgestellt in Bremen 1818. Kupferstichformular mit handschriftlichen Einträgen und Siegelstempelabdruck

Zwischen 1730 und 1820 wurde den zünftig gebundenen Wandergesellen bei der Beendigung längerer Arbeitsperioden an größeren Orten die Kundschaft, eine gedruckte, mit gestochener Ortsansicht versehene Urkunde als Nachweis für Arbeitszeit und Wohlverhalten ausgehändigt. Ohne eine solche konnte er im nächsten Ort kaum Arbeit finden. Während seines Verbleibs in einer örtlichen Werkstatt verblieb die Kundschaft in der Zunftlade bis zum ordnungsgemäßen Abschied. Das Entlaufen der Gesellen war trotz dieses Kontrollinstruments ein von den Meistern häufig beklagter Missstand. In manchen Gesellenherbergen hing eine „Schwarze Tafel“, auf der allen durchreisenden Gesellen zur Kenntnis und Warnung die Namen derjenigen groß verzeichnet waren, die unter Hinterlassung von Zechschulden die Stadt verlassen hatten.
Das Artikelbuch der Zunft regelte im Allgemeinen die Bedingungen der Wanderschaft für die ausziehenden Gesellen wie auch das arbeitsrechtliche Verhältnis von Gesellen und Meistern. Dabei wurden neben dem Lohn auch die Beiträge zur Gesellenlade, das Krankenwesen und die Reglementierung des Lebens der Gesellen festgelegt. Ein Beispiel dafür sind die in unterschiedlichen Abständen abgehaltenen Irthen an den sogenannten Zechtagen. Diese Trinkgelage während der Gesellenversammlungen mussten durch den Innungsältesten und dessen Beisitzer genehmigt werden und waren beim Herbergsvater, dem Ladenvater, anzumelden.
Die sich im 18. Jahrhundert bildenden Gesellenkorporationen wurden jedoch nicht überall widerspruchslos geduldet. Den größeren Geselleninnungen standen oft ein oder mehrere Altgesellen, die Ladengesellen, vor. Als Geselle gehörte man zu den Besitzlosen, den Habenichtsen.

### Wanderrouten
Das Wanderungsverhalten der Gesellen wird in der historischen Migrationsforschung untersucht. Herbergen, Gaststätten für Handwerker, erleichterten die Walz. Einen nicht geringen Einfluss auf die gewählten Ziele hatten dabei Sprachgrenzen, die Religion und bereits bestehende Migrationsnetzwerke. Deren europäische Auswirkungen, z. B. auf den Wissenstransfer, sind erst in neuerer Zeit wissenschaftlich untersucht worden. Ballungsräume waren das bevorzugte Ziel der Wanderungen. Staatliche Restriktionen des Wanderungsverhaltens wirkten sich erst im 19. Jahrhundert aus.

## Bedeutungsverlust im 19. und 20. Jahrhundert

Wanderbuch des Kürschnergesellen Albert Strauß, 1816
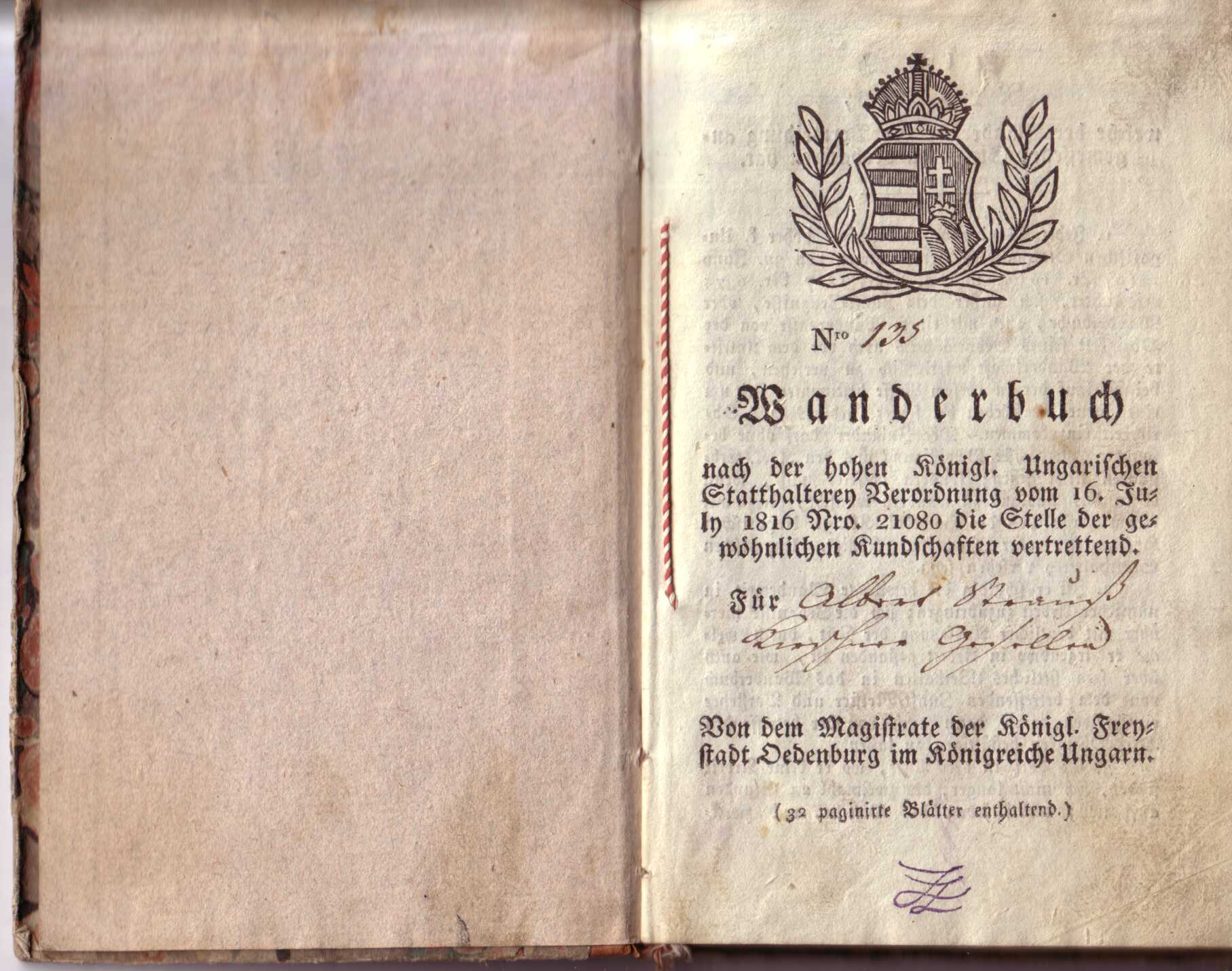
Titelseite
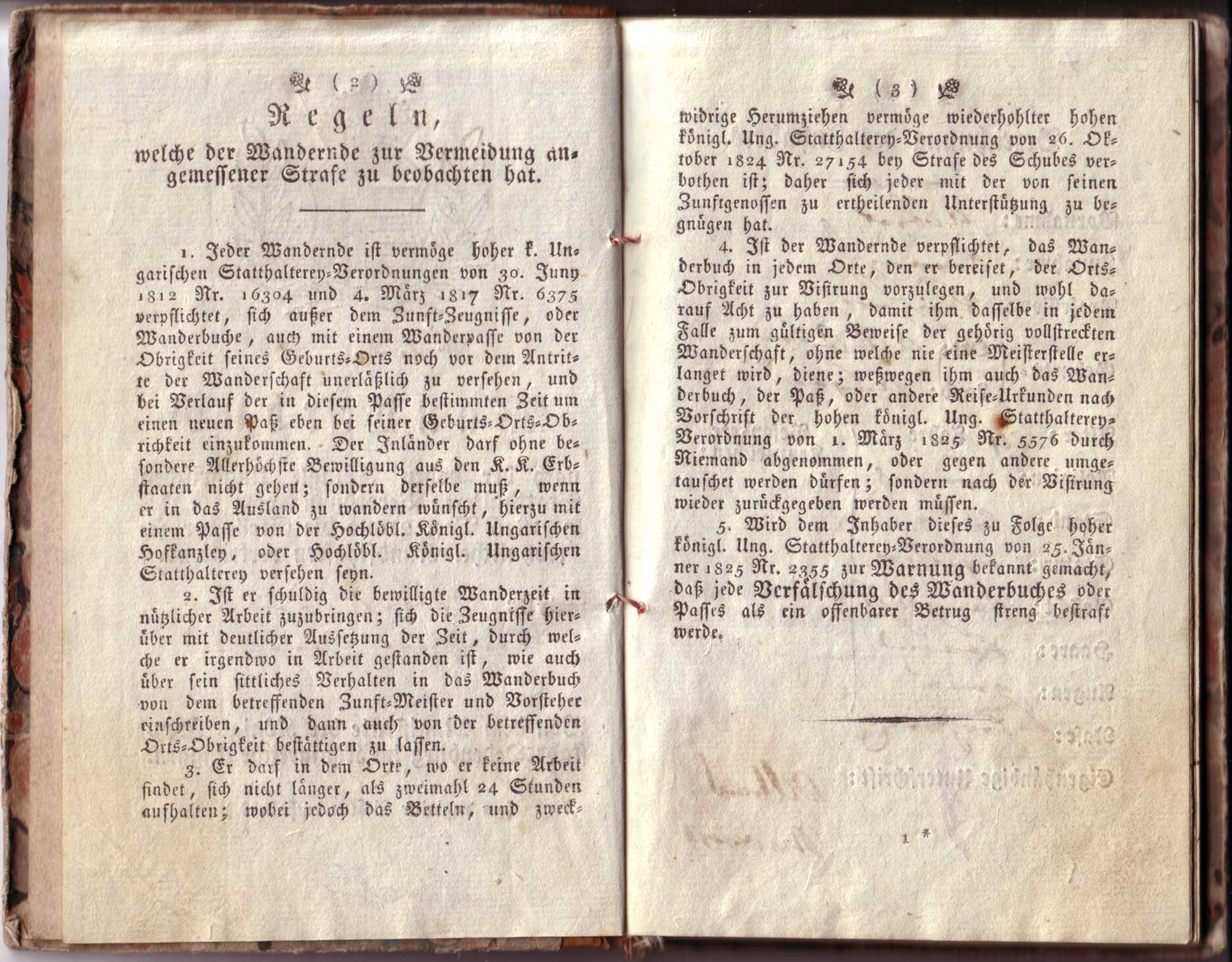
Regeln, welche der Wandernde zur Vermeidung angemessener Strafe zu beachten hat
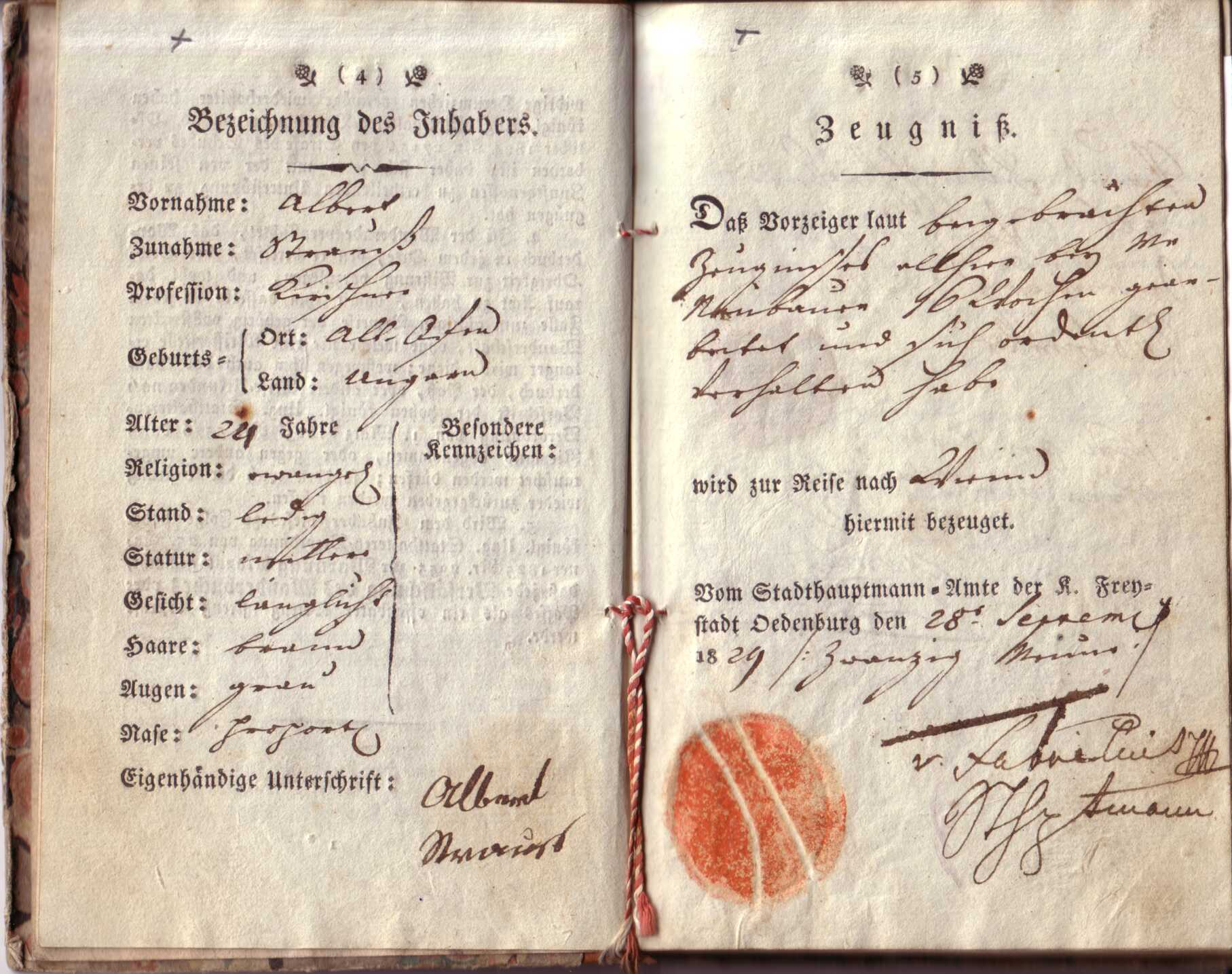
Bezeichnung des Inhabers und erstes Zeugniß

Bereits in der ersten Hälfte des 18. Jahrhunderts begannen im Heiligen Römischen Reich gewerberechtliche Reformen, wie die 1731 vom Kaiser ratifizierte Reichshandwerksordnung, die die ständische Gesellschaft in eine vorindustriell geprägte Gesellschaft wandeln sollte. Eine konsequente Umsetzung blieb jedoch aus. Erst nach dem Ende des Siebenjährigen Krieges kam es in vielen deutschen Ländern zu beschleunigten Staatsreformen, die eine Liberalisierung der Wirtschaft zur Folge hatten. Mit der Zunahme der neu gegründeten Manufakturen entstanden zunehmend Konflikte zum alten Handwerk. Von staatlicher Seite wurde dabei eine immer offenere Förderung und Bevorzugung des Handels- und Manufakturwesens betrieben. Die Reform des Gewerbes im 19. Jahrhundert bildet den administrativen Abschluss der Entwicklung.
Daraus entstanden Konsequenzen für die überlieferten Privilegien, Regelungen und Bräuche der Innungen des Handwerks. Auch die Verpflichtung zur Wanderschaft war davon betroffen. Die verstärkte Spezialisierung und die beginnende Mechanisierung stellten neue Anforderungen an die Arbeitskräfte. Eine umfassende Ausbildung in dem jeweiligen Gewerbezweig der Manufaktur hatten nur noch wenige Meister, Gesellen und Lehrburschen. Sonderregelungen gestatteten es, nicht zünftige Meister und Gesellen anzustellen. Neben diesen wuchs der Anteil unqualifizierter Hilfsarbeiter in den Manufakturen, die nunmehr lediglich Teilarbeiten des Handwerks kannten und ausführten. Die innerbetriebliche Ausbildung der wenigen noch umfassend ausgebildeten Lehrlinge war mit der nachhaltigen Bindung an das Unternehmen gekoppelt. Nur diesen eröffnete sich in der Regel die Möglichkeit des betrieblichen Aufstieges zum Gesellen, Meister oder Werkmeister.
Ihre Förderung war zielgerichtet am Profil des Unternehmens orientiert. Die selbstbestimmte Wanderschaft wurde durch die domestizierte betriebliche Verschreibungen und Delegation in spezielle branchengleiche Unternehmen von gutem Ruf vereinbart. Im Anschluss sollte das gesammelte Wissen das heimische Unternehmen befruchten. Die Form des Wissenstransfers durch Verschreibungen verlor bereits am Ende des 18. Jahrhunderts an Bedeutung. Mit der weiteren Spezialisierung vieler Gewerbe ging die Gründung von Gewerbe-, Ingenieur- und Hochschulen einher, die das Wandern als Qualifikation weitgehend abgelöst haben. Nur in wenigen Haupt- und Nebengewerken des Bauhandwerks blieb die Wanderschaft weiter erhalten.
Die Zahl der reisenden Gesellen unterlag ständigen und großen Schwankungen. So war Anfang des 20. Jahrhunderts die Fremdenzahl im vierstelligen Bereich und in den 1920er Jahren besonders hoch. Obwohl ein Großteil noch minderjährig, unter 21 war, tippelten nun auch zunehmend An- und Ungelernte aus Spaß an der Freude – und um endlich das überfüllte Elternhaus verlassen zu können.
Während der Weltkriege und in der Zeit des Nationalsozialismus ging die Zahl der Fremdschreibungen sehr zurück, da viele junge Männer für das Militär eingezogen wurden und die Freiheitsliebe der Fremden mit der Politik des Nationalsozialismus im Konflikt stand. Daher wurden die Schächte von den Nationalsozialisten verboten. Gesellen wurden im Kontext der Aktion „Arbeitsscheu Reich“ verfolgt.
Nach dem Zweiten Weltkrieg wuchs mit Beginn der 1950er-Jahre das Interesse an der traditionellen Walz rasch, erreichte aber nie die Dimensionen der 1920er-Jahre. In der DDR wurde bald das zünftige Reisen verboten. In Opposition standen die sogenannten Kunden – Anhänger der Bluesmusik, junge Menschen in Parkajacken, die per Anhalter (in Westdeutschland/Westeuropa „Tramper“) durch die Republik reisten. So suchten einige Wenige ihr Glück innerhalb der Grenzen, aber die herrschenden Bedingungen der volkseigenen Betriebe (VEB) machten das Arbeiten auf Wanderschaft an verschiedenen Arbeitsstellen nahezu unmöglich.
Mit dem wachsenden Wohlstand im Wirtschaftswunderland BRD ging auch dort die Motivation, für drei Jahre auf die Straße zu gehen, rapide zurück, sodass in den 1970er-Jahren die reisenden Handwerksburschen mit dem schwarzen Hut eine Seltenheit waren. Man hatte die mehrjährige Zeit der Entbehrungen nicht mehr nötig. Die Einheimischen in den Schächten befürchteten schon, dass die alten überlieferten Rituale mit ihnen aussterben würden.

## Gegenwart

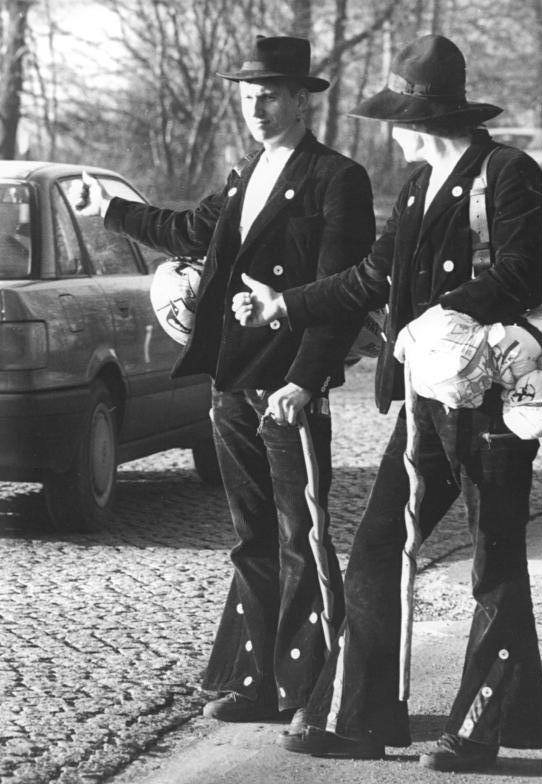
Zwei Freie Vogtländer in Erfurt, 1990

Um 1980 wuchs das Traditionsbewusstsein, gleichzeitig aber auch die Emanzipation der Frauen und der Geist der „alternativen“ Lebensweise. Es wurden zwei neue Schächte gegründet, deren Strukturen stark von den „alten“ Traditionsschächten abwichen und die auch Frauen aufnahmen. Außerdem gingen vermehrt Gesellen beiderlei Geschlechts auf Wanderschaft, ohne einem der Schächte beizutreten. Diese nennen sich Freireisende, um ihre Ungebundenheit gegenüber den Gesellenvereinigungen zu unterstreichen.
Nach der deutschen Wiedervereinigung nutzten auch viele ostdeutsche Gesellen wieder die Möglichkeit, auf die Walz zu gehen. Die wachsende Arbeitslosigkeit, unter der auch die Baubranche litt, belebte den neuen Boom zusätzlich. So machten nicht wenige aus der Not eine Tugend und verließen für mehrere Jahre ihre Heimat.
Hat man sich aber dafür entschieden, sind drei Jahre und ein Tag Wanderschaft als Minimum bei Schächten wie den Rechtschaffenen Fremden, den Rolandsbrüdern, dem Fremden Freiheitsschacht, bei Axt und Kelle oder dem Freien Begegnungsschacht vorgeschrieben. Lediglich bei den Freien Vogtländern Deutschlands wird eine Mindestreisezeit von zwei Jahren und einem Tag genutzt. Es gibt demgegenüber zwar keine Höchstreisezeit, und eine Wanderschaft von fünf Jahren ist keine Seltenheit, sie soll jedoch ein Lebensabschnitt bleiben und nicht zur längerfristigen Lebensweise werden.
Derzeit erlauben nur der Freie Begegnungsschacht, Axt und Kelle sowie die Freireisenden die Erwanderung von Frauen.
Im Jahr 2005 waren zwischen 600 und 800 Gesellen entweder freireisend oder in Schächten organisiert fremdgeschrieben. Der Anteil der Frauen liegt, tendenziell steigend, bei insgesamt etwa 10 Prozent, unterscheidet sich jedoch stark nach dem Gewerk und Schacht. 2010 zählte man in Deutschland noch wenig mehr als 450 Wandergesellen. Es handelt sich jedoch immer um Schätzungen, da es keine verlässliche Form der Zählung gibt, insbesondere bei den Freireisenden.

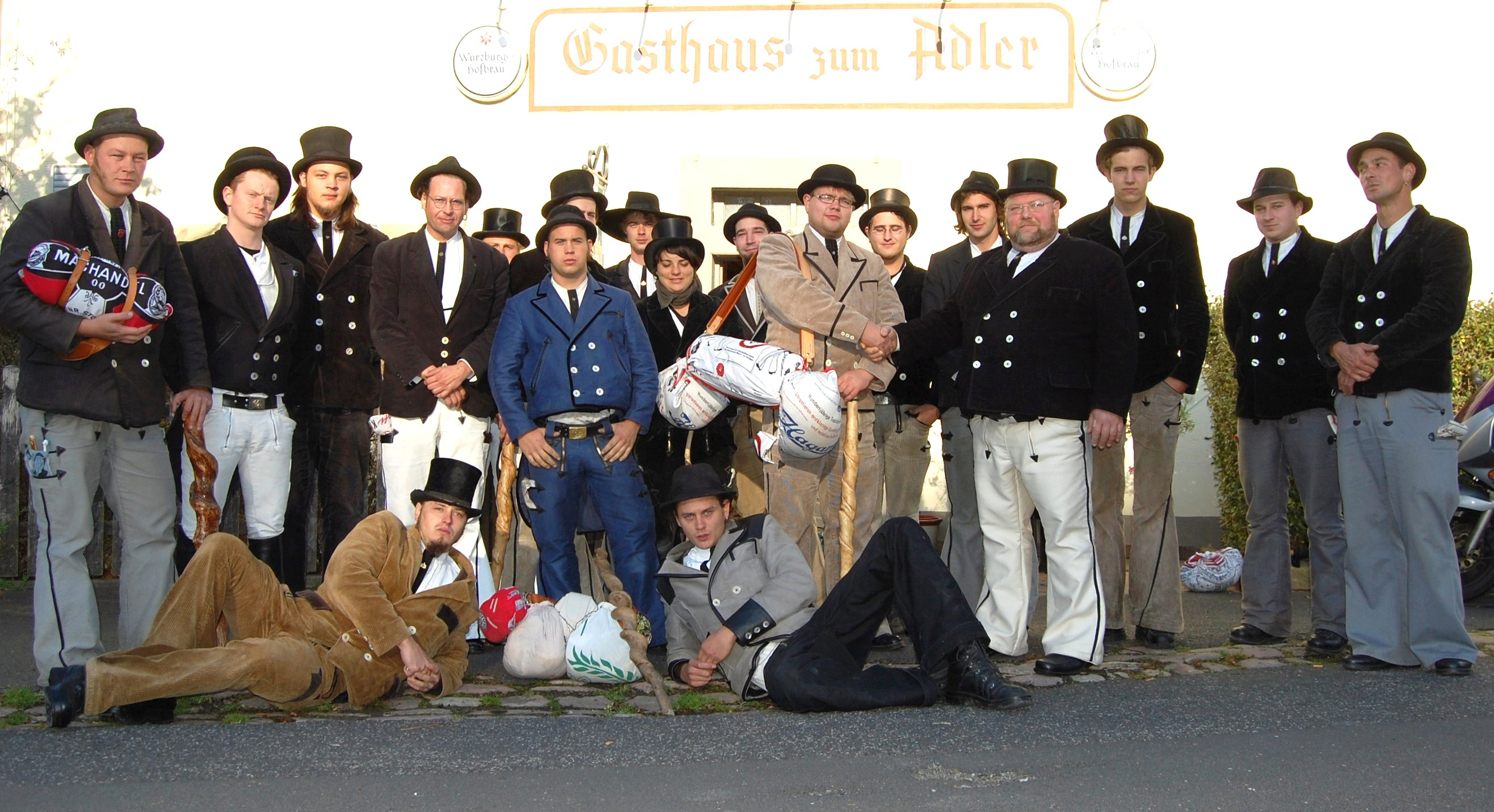
Verabschiedung eines Steinmetzgesellen in seine Wanderschaft (2011)
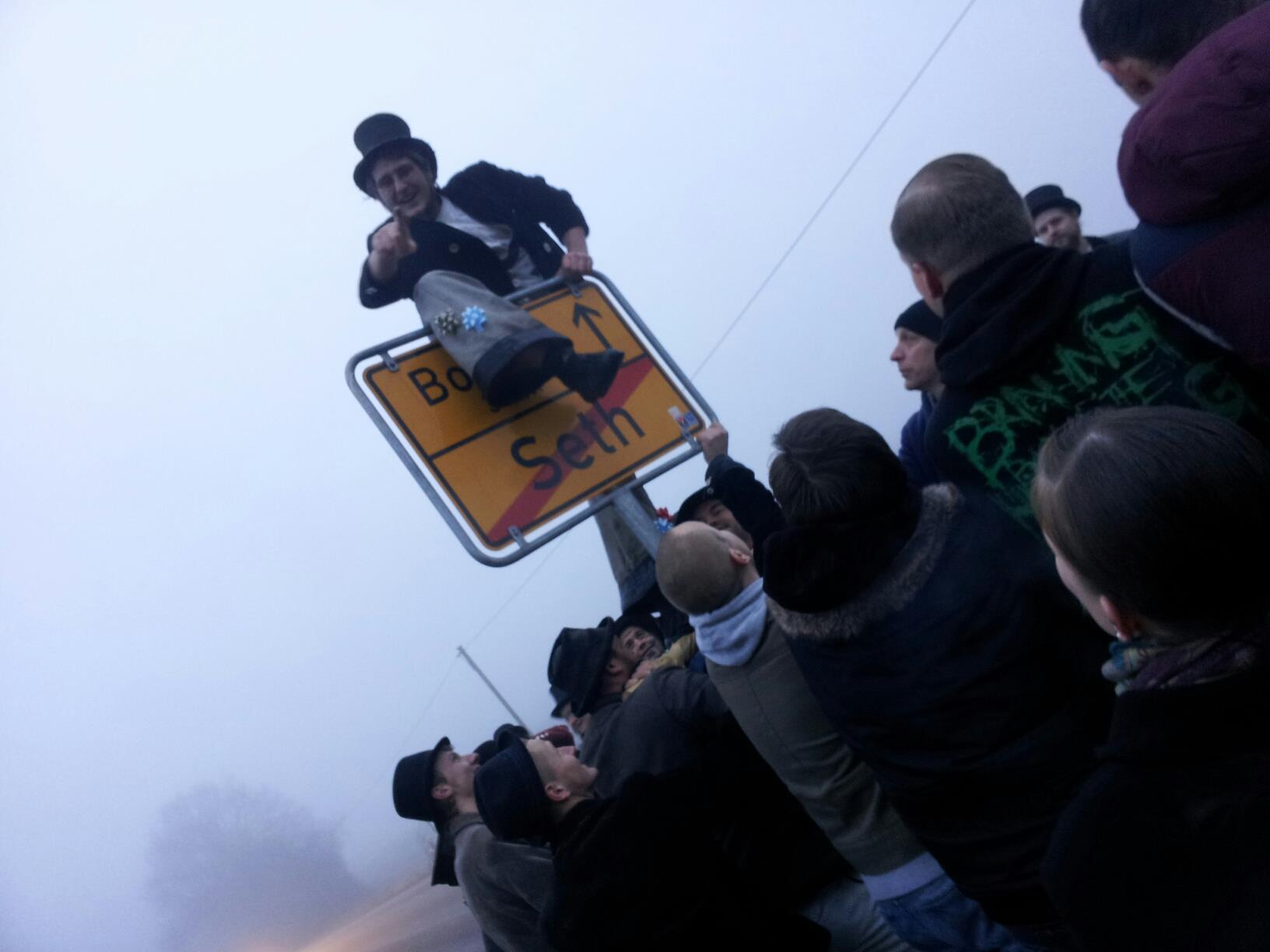
Heimkehr eines Wandergesellen (2012)

### Regeln und Brauch

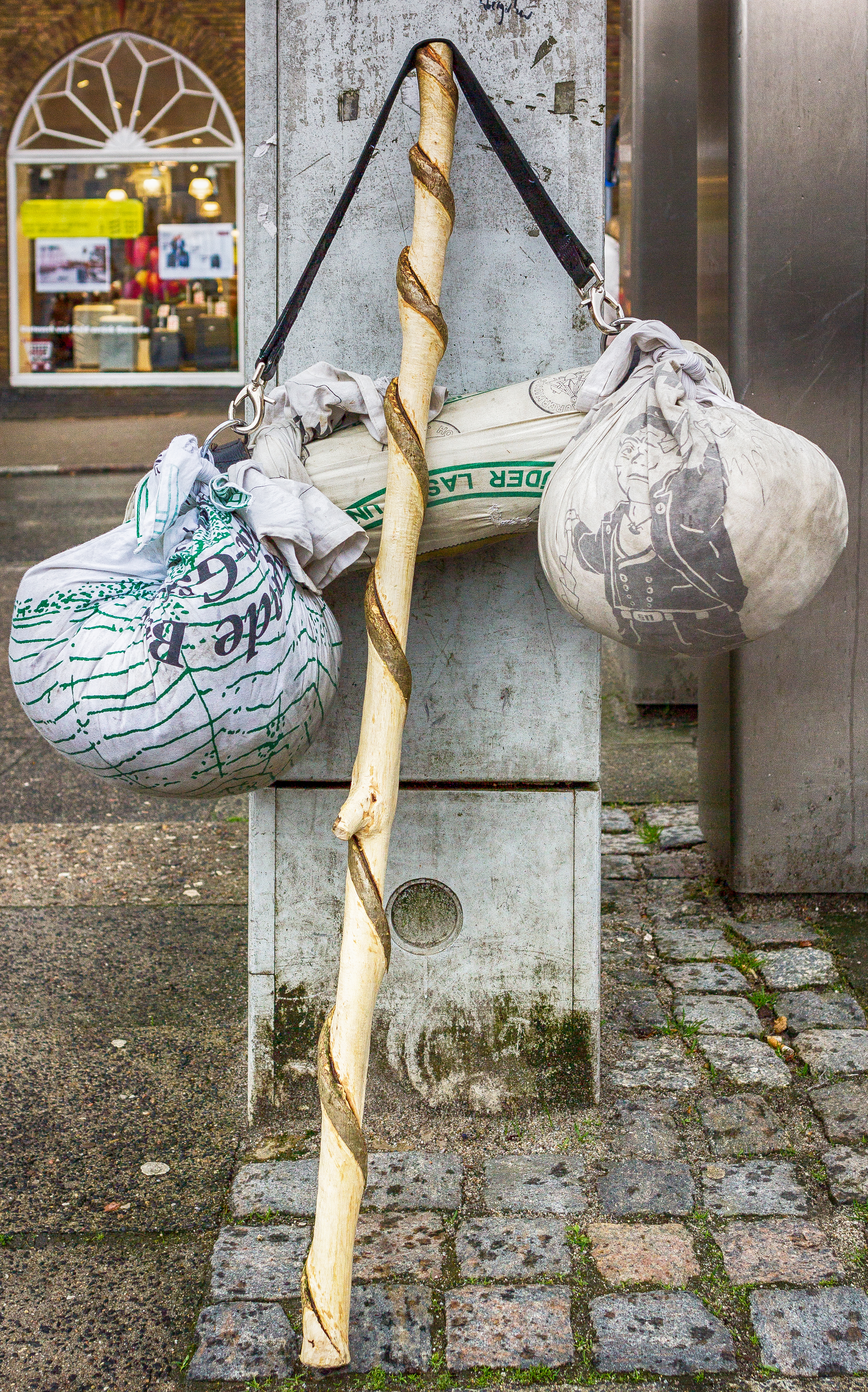
Wandergepäck, Wanderstock und Charlottenburger

Um als Fremdgeschriebener die Welt auf traditionelle Art bereisen zu können, müssen einige Voraussetzungen erfüllt sein. Auf die Wanderschaft darf heute nur gehen, wer die Gesellenprüfung bestanden hat, ledig, kinderlos, schuldenfrei und unter 30 Jahre alt ist. Die Wanderschaft soll nicht als „Flucht“ vor Verantwortung missbraucht werden. Oftmals ist ein polizeiliches Führungszeugnis ohne Einträge erforderlich. Die meisten Schächte haben eine Altersbegrenzung. Manchmal ist auch die Mitgliedschaft in einer Gewerkschaft erforderlich. Ein eventuell bereits erlangter Meistertitel muss während der Wanderschaft ruhen.
Die Nationalität oder die Religionszugehörigkeit spielen bei der Gesellenwanderschaft keine Rolle, sofern Aufenthaltsgesetze oder pragmatische Gründe wie fehlende Sprachkenntnisse dem nicht im Wege stehen. So reisen typischerweise immer einige Schweizer, Liechtensteiner oder Österreicher im Rahmen der traditionellen Wanderschaft, in Einzelfällen aber auch Franzosen, Dänen oder Amerikaner.
Die Tippelei war und ist teilweise an schwierige Bedingungen geknüpft. So darf der Fremdgeschriebene in seiner Reisezeit einen Bannkreis von meist 50 km um seinen Heimatort nicht betreten, auch nicht im Winter oder zu Feiertagen. Er darf kein eigenes Fahrzeug besitzen und bewegt sich nur zu Fuß oder per Anhalter fort. Öffentliche Verkehrsmittel sind nicht allgemein verboten, aber verpönt. Reisen auf andere Kontinente per Flugzeug sind zwar erlaubt, Alternativen, wie das Anheuern auf einem Segel- oder Frachtschiff bzw. die Nutzung langer Landwege, gelten jedoch als die gesellengerechtere Art des Reisens.

### Kluft
Weiterhin muss ein Wandergeselle in der Öffentlichkeit immer seine Kluft tragen. Da ein Fremder oftmals auf die Unterstützung der Bevölkerung angewiesen ist (zum Beispiel bei der Suche nach Arbeit oder einem Schlafplatz), hat er sich immer ehrbar und zünftig zu verhalten, sodass der Nächste ebenfalls gern gesehen ist. Darin liegt auch der Hauptgrund für vielerlei Ge- und Verbote, insbesondere dafür, welches Auftreten ein Wandergeselle seiner Umgebung gegenüber an den Tag zu legen hat.
All sein Hab und Gut, z. B. Werkzeug, Unterwäsche, Schlafsack, verstaut der wandernde Geselle in einem Charlottenburger („Charlie“) oder (seltener) in einem Felleisen, einem historischen Tornister der Schweizer Armee. Insbesondere bei Freireisenden ist die Nutzung einer hölzernen Kraxe oder ein Charlottenburger mit Zweiriemensystem immer beliebter, um das Gepäck auf beide Schultern verteilen zu können. Traditionell wird das Gepäck jedoch ausschließlich mit der linken Schulter getragen.
Die von den Wandergesellen getragenen Ohrringe waren in der Zeit der Zünfte noch kein Gruppenkennzeichen von Gesellen oder bestimmten Berufsgruppen. Vor der Französischen Revolution nur von Soldaten und Seeleuten getragen, wurden sie in Deutschland zwischen 1810 und 1850 von allen Ständen gelegentlich angesteckt, nach der Mitte des Jahrhunderts allerdings verstärkt von wandernden Bauhandwerkern. Im Notfall konnten durch ihren Verkauf auch finanzielle Engpässe, zum Beispiel bei vorübergehender Arbeitslosigkeit, überbrückt werden.
Auffällig ist der Stenz (Wanderstab) sowie vor allem die Bekleidung: als Zeichen des freien Mannes ein schwarzer Hut mit breiter Krempe, Zylinder, Schlapphut, Melone o. ä., die vor der Französischen Revolution dem Adel vorbehalten waren. Weiter eine Kluft mit weiten Schlaghosen aus meist grobem Cord oder Deutschleder, Weste (acht Knöpfe für acht Arbeitsstunden pro Tag), Jackett (sechs Knöpfe für sechs Arbeitstage pro Woche) und weißem Hemd (Staude). Die auf der Kluft und den Hemden getragenen Knöpfe sind traditionell aus Perlmutt oder zumindest einem Naturmaterial bzw. Metall. Die Kluftfarben geben eine grobe Auskunft über das Handwerk des Gesellen, so tragen Holzgewerke Schwarz, Metallgewerke Blau, Steinhandgewerke Grau bzw. Beige, Lebensmittelgewerke das Pepita-Muster (schwarz-weiß), farbgebende Gewerke Rot und naturbezogene Gewerke Grün. Das Handwerkswappen bzw. eine symbolische Darstellung des einzelnen Handwerks findet sich auf dem Koppelschloss, manchmal auch als Ohrringhänger oder Stickerei auf der Rückseite der Weste. Während das Tragen privaten, nicht handwerksbezogenen Schmucks allgemein verpönt oder auch verboten ist, sind viele Wandergesellen mit einer Taschenuhr ausgestattet, deren Kette quer über die Weste befestigt wird. Jeder Schacht hat eigene Erkennungszeichen an der Kluft, so in etwa eine blaue (Rolandschacht), rote (Fremde Freiheitsbrüder), graue (Freier Begegnungsschacht) oder schwarze (Rechtschaffene Fremde) Ehrbarkeit mit daran befestigter Handwerksnadel. Freie Vogtländer sind dagegen an den sogenannten Spinnerknöpfen zu erkennen, Mitglieder von Axt und Kelle tragen einen standardisierten Ohrring, und Freireisende haben keine Erkennungszeichen, abgesehen von ihrem nach innen umgeschlagenen Staudenkragen.
Da ein hoher Prozentsatz der Fremden Zimmerleute sind und sich die Tradition der Wanderschaft bei diesen am besten und längsten erhalten hat, ist es kaum bekannt, dass auch Gesellen anderer Handwerksberufe auf Wanderschaft gehen können. Auf Reisen sind zum Beispiel Tischler, Maurer, Dachdecker, Betonbauer, Bootsbauer, Keramiker, Schmiede, Schornsteinfeger, Spengler, Steinmetze, Steinsetzer, Schlosser, Holzbildhauer, Buchbinder, Schneider, Polsterer, Goldschmiede, Instrumentenbauer, Kirchenmaler, Seiler, Bäcker, Konditoren, Köche, Müller, Käser, Gärtner, Landwirte und viele mehr, geschätzt etwa 30 bis 35 Gewerke. Auch relativ moderne Gewerke wie Zweiradmechaniker oder Elektriker befinden sich in Einzelfällen inzwischen auf Wanderschaft, während ältere Gewerke wie Kürschner, Schuster, Böttcher oder Fleischer mangels Interessenten kaum noch erwandert werden bzw. gänzlich ausgestorben sind. Der Irrglaube, dass nur Zimmerer auf der Walz wären, wird noch dadurch verstärkt, dass viele Gesellen anderer Gewerke ebenfalls die typische schwarze Zimmererkluft mit der weißen Staude, einem kragenlosen Hemd, tragen, dies oft vor dem finanziellen Hintergrund, dass nur die schwarze Kluft der Zimmerleute als Massenware industriell hergestellt wird, da sie von diesen auch außerhalb der Wanderschaft als normale Arbeitskleidung genutzt wird.
Die Wanderschaft darf nur aufgrund wirklich zwingender Gründe und dann im Einvernehmen mit dem zuständigen Schacht abgebrochen werden, etwa bei einer schweren Krankheit. Andernfalls wäre eine Unterbrechung „unehrbar“, das Wanderbuch würde eingezogen und die Kluft „an den Nagel gehängt“. Wandergesellen, die ihre Wanderschaft „unehrbar“ beenden, werden als „Harzgänger“ bezeichnet.

### Wanderbuch
Der wichtigste Gegenstand, den ein jeder Wandergeselle mit sich führt, ist sein Wanderbuch. Es ist ein unersetzliches Dokument der eigenen Wanderschaft und nach deren Ende dessen wichtigstes Erinnerungsstück. Da Form und Inhalt vor Missbrauch geschützt werden sollen, sind Wanderbücher nur in einer vertraulichen Umgebung oder aus offizieller Notwendigkeit vorzuweisen, insbesondere dürfen diese nicht veröffentlicht werden.
Das Wanderbuch diente in früherer Zeit vor allem zur Kontrolle der Gesellen durch die selbständigen Meister und die Obrigkeit. Als im Jahr 1885 der Verein der deutschen Kürschnerinnungen beschlossen hatte, für wandernde Gesellen Wanderbücher einzuführen, nahmen die vereinigten Berliner Kürschnergesellen eine Resolution an, in der dagegen Protest erhoben wurde.
Gesellen, die in einem Schacht reisen, der Mitglied der CCEG ist, führen ein standardisiertes und von dieser Gesellenvereinigung herausgegebenes Wanderbuch mit sich. In diesem werden nur Arbeitszeugnisse sowie die Städtesiegel der besuchten Ortschaften eingetragen, nachdem bei deren Bürgermeistern mit dem traditionellen Handwerksgruß „zünftig um das Siegel vorgesprochen“ wurde. Oftmals besitzen CCEG-Gesellen dazu noch ein zweites, privates Wanderbuch, in dem auch andere Einträge ihren Platz finden. Nicht-CCEG-Gesellen, wie die Freireisenden, besitzen hingegen ein nur in Teilen standardisiertes Wanderbuch, in dem neben den offiziellen auch alle anderen Inhalte ihren Platz finden, wobei es jedem Gesellen selbst überlassen bleibt zu bestimmen, wer aus welchem Anlass einen Eintrag machen darf. Generell machen Wandergesellen keine eigenen Eintragungen in ihr Wanderbuch, und dieses wird auch erst mit dem Ende ihrer Wanderschaft offiziell ihr Eigentum.

### Herbergen
Für Wandergesellen gibt es zahlreiche Herbergen, die bei den Schächten meist mit den einheimischen Wandergesellen und den von ihnen organisierten Treffpunkten in Verbindung stehen. Jeder Schacht hat demnach auch seine ständig im Wandel begriffene eigene Struktur von Orten, an denen die Zureise reisender Handwerker erwünscht oder – je nach Aufenthaltsdauer in der näheren Umgebung – auch erforderlich ist. Reisende anderer Schächte oder freireisende Gesellen können hier demnach jedoch oftmals nicht oder nur in Begleitung eines entsprechenden Schachtgesellen Aufnahme finden. Es gibt jedoch auch schachtübergreifende Herbergen, wie etwa das Europahaus in Dümmer, oder in der Regel aus Wandergesellenbaustellen hervorgegangene Herbergen freireisender Gesellen.
Herbergen und Gaststätten mit regelmäßigen Einheimischenstammtischen sind neben den Einheimischen selbst oftmals die beste Möglichkeit, um als interessierter Lehrling bzw. fertig ausgebildeter Geselle den notwendigen persönlichen Kontakt zu Wandergesellen aufzunehmen.

### Treffen
Es gibt zahlreiche Treffen und Anlässe, bei denen Wandergesellen in größerer Zahl zusammenkommen und die wesentlich das begründen, was man eine Wandergesellenkultur nennen kann. Viele dieser Treffen sind ganz oder in bestimmten Abschnitten öffentlich, um etwa Interessierten eine Kontaktmöglichkeit zu eröffnen und es Gesellen zu ermöglichen, sich mit Bekannten bzw. Familienmitgliedern zu treffen.
Jahrestreffen oder Kongresse sind bei Schächten die für reisende Wandergesellen mit Zureisepflicht belegten Hauptversammlungen, auf denen neben einem allgemeinen Wiedersehen oder Kennenlernen alles Wichtige besprochen und beschlossen wird. Oftmals sind diese auch mit kleinen Baustellen verbunden, um gemeinsam zu arbeiten. Dies gilt insbesondere für Axt und Kelle sowie die Freireisenden, deren Jahrestreffen (Sommerbaustelle) immer große Arbeitstreffen sind und ein gemeinnütziges Projekt unterstützen.

#### Los- und Heimgehereien
Am häufigsten sind hingegen Los- und Heimgehereien bzw. Erwanderung und Einheimischmeldung, also der Beginn oder das Ende einer Wanderschaft. Der Charakter dieser Veranstaltungen unterscheidet sich teilweise stark, so wird bei vielen Schächten durch eine Gesellschaft erwandert, die eigentliche „Ausbildung“ neuer Gesellen erfolgt also über mehrere Wochen an einem festen Ort vor dem eigentlichen Beginn der Wanderschaft. Auch einheimisch wird man mittels einer Einheimischmeldung oftmals weit entfernt vom eigentlichen Heimatort. Üblich bei Freireisenden und in unterschiedlichem Maß bei anderen Gesellen ist es, nach einer Feier mit Einkluftung im Heimatort und der Verabschiedung am Ortsschild die 50 km Luftlinie bis zur Bannmeile innerhalb einiger Tage im Kreise der hierfür zugereisten neuen Kameraden zu Fuß zu laufen. Im Gegenzug wird man einheimisch, indem man sich mit einigen Gesellen außerhalb der Bannmeile trifft und dann zusammen die Strecke bis zum eigenen Ortsschild zurücklegt. Bei der darauf folgenden Feier legt man dann schließlich seine Kluft wieder ab.

#### Jährliche Treffen
Für einige Berufsgruppen gibt es jährliche Treffen für den beruflichen Austausch und das gemeinsame Arbeiten bzw. Voneinander-Lernen, so etwa das Metallertreffen, Steintreffen oder das Viktualientreffen für Lebensmittelhandwerker.
Weitere Treffen sind etwa das jährliche Fremde für Fremde, bei dem zu einem in der Regel politischen Thema gemeinsam Vorträge und Seminare organisiert werden. Insbesondere für Frauen existiert das Bauhandwerkerinnentreffen. Auch Gesangstreffen, sogenannte Schallertreffen, finden in unregelmäßigen Abständen statt. Ebenfalls unregelmäßig, aber immerhin mit einer gewissen Tradition sind Frühlings- oder Maitreffen. Darüber hinaus gibt es verschiedene Feiern, etwa um gemeinsam Weihnachten, Silvester oder Ostern zu verbringen.
Das alljährliche Himmelfahrtstreffen fand 2017 mit 400 Wandergesellen aus ganz Deutschland in Hamburg statt. Es wurde organisiert von der 1793 gegründeten Gesellschaft der rechtschaffenen fremden Zimmer- und Schieferdeckergesellen zu Altona.

### Kommunikation nach innen und außen
Wesentliches Bestreben der fremdgeschriebenen Gesellen ist es, den Charakter der traditionellen Wanderschaft in einer sich stetig wandelnden Welt am Leben zu erhalten. Zwar sind Wandergesellen keine homogene Menschengruppe und jeder unter ihnen hat eine andere Art zu reisen und beruflich wie persönlich höchst unterschiedliche Ziele, dennoch vereint sie durch ihre Lebensumstände sehr vieles miteinander. Dies zu realisieren und quasi am eigenen Leib zu erfahren, prägt gerade das erste Reisejahr eines Gesellen maßgeblich. Dies kann auch zu einer gewissen Entfremdung zwischen den reisenden Gesellen und der Mehrheitsgesellschaft führen, was vor allem dann zum Problem werden kann, wenn sich diese als Einheimische wieder in ein normales Leben einfügen wollen.
Da es sich bei einer Wanderschaft um persönliche Erfahrungen handelt und Wandergesellen neben dem Erhalt der Wanderschaft an sich im Allgemeinen kein öffentliches Anliegen vertreten, ergibt sich von außen das Bild einer sehr verschlossenen und selbstbezogenen Parallelgesellschaft. Elemente dieses Eindrucks sind beispielsweise das Kontaktverbot für die meisten Jungreisenden zu ihrer Familie und ihren Freunden für die ersten Monate, das Demonstrationsverbot in Kluft mit Ausnahme des 1. Mai oder der generelle Verzicht auf eigene Kommunikationsmittel wie Smartphones. Generell gibt es auch viele Veranstaltungen oder Quasi-Zeremonien, auf denen Nichtwandergesellen unerwünscht sind, sowie Themen, die diesen gegenüber nicht zur Sprache gebracht werden.
Unter Fremden gilt dabei einzig der persönliche Kontakt als tatsächlich maßgebend, weshalb dieser auch ganz anders gepflegt wird, als allgemein üblich. Als Fremder weiß man nie, wo man sich vielleicht wiedersieht, persönliche Begrüßungen und Verabschiedungen haben daher einen anderen Stellenwert. Auch nach Arbeit erkundigt man sich immer noch persönlich vor Ort, nur in Ausnahmefällen aufgrund langer Anreisen bzw. Visafragen mit einem Telefonat bzw. einer E-Mail. Es herrscht dazu ein reger Austausch von Kontakten, sodass der „Buschfunk“ der Wandergesellen als Kommunikationsmittel meist erstaunlich effektiv ist. Dennoch ist auch die Nutzung von E-Mails heute üblich, weshalb es beispielsweise zu den Grundfähigkeiten gehört, einen internetfähigen Rechner finden zu können.

## Andere Länder

### Naver på valsen
Der dänische Begriff „Naver“ ist eine Kurzform von „Skandi-Naver“ (Skandinavier) und bezeichnet die reisenden dänischen, schwedischen und norwegischen Gesellen, die nach Süden reisen und um Arbeit ersuchen. Die Reiseform nennt sich „på valsen“ mit einer lautlichen Ähnlichkeit zur deutschen Walz. Die Traditionen des nordeuropäischen Vals ähnelt auch sonst stark der mitteleuropäischen Walz, weil es von der deutschen Tradition inspiriert war.
Viele dänische Naver waren, einige sind es noch heute, in deutsche Schächte eingebunden. Deshalb gibt es heute zwei deutsche Herbergen in Dänemark; „Stenbohus“ in Ribe und „Nanok bar“ in Valby, Kopenhagen. Die dänischen Schächte haben heute noch 22 „hulen“-Herbergen, sie können jedoch keine Junggesellen auf die Walz schicken. Im September 2015 fand ein „Navercamp“ auf dem Gelände des Freilichtmuseums Hjerl Hede in Jütland statt. Hierzu wurden alle europäischen Wandergesellen eingeladen, um in den alten kulturhistorischen Gebäuden 14 Tage lang mit spezialisierten Mentoren zu arbeiten. Das Ziel war vor allem, Kinder und Jugendliche für das Handwerk zu interessieren.

### Tour de France du Compagnonnage
Die « Compagnonnage » ist die Gesellenbruderschaft, die sich bildete, um reisende Gesellen zu unterstützen. Die Gesellenbünde (associations de compagnonnage) existieren bis heute, sie haben jedoch zumeist die Form von Gewerkschaften und Fortbildungswerken angenommen. So gibt es etwa das Institut européen de formation des compagnons in der Form einer Fachhochschule.
Eine starke Position hat die Association ouvrière des compagnons du devoir du tour de France (Werkbund der Handwerksgesellen auf Tour), der gut zwei Drittel der französischen Handwerksgesellen angehören. Sie fordert die Junggesellen (itinérants) zur Wanderschaft auf. Der Werkbund der Gemeinschaft Compagnons du devoir bietet Kurse und Zeitarbeit für 21 Berufe in 45 Ländern weltweit an und ähnelt so mehr dem organisierten Auslandspraktikum der Studenten.
Der Begriff Tour de France hat hierbei nichts mit dem heutigen Fahrradrennen zu tun. Es bezeichnet schlicht eine Tour (Rundreise) durch das Land Frankreich, die den Gesellen aufgetragen wurde. In Frankreich gibt es 50 Herbergen, in denen die Compagnons ein Jahr leben und an wöchentlich sechs Tagen studieren und arbeiten. Die Compagnons können zwischen einer Tour von drei, fünf oder sieben Jahren wählen. Sie sind danach Elitehandwerker (Compagnon Fini), nur die Compagnons restaurieren kulturhistorische Gebäude, wie den Eiffelturm, Schloss Versailles usw. Inzwischen ist es möglich, auch nur ein Jahr ins Ausland als Compagnon zu reisen, auch Frauen können heute Compagnons werden.

### Journeyman
Die Wanderschaft mitteleuropäischer Handwerksgesellen unterschied sich von denen des journeyman im Vereinigten Königreich. Journeyman ist heute die Bezeichnung für den Abschluss der Lehre, hat jedoch keinen Bezug zur Wanderschaft mehr – die Gesellenwanderungen sind auf den Britischen Inseln schon früh verlorengegangen. Allein die Sprache bezeugt noch die Existenz – so stammt das Wort Journey vom französischen journée („Tagesspanne“, „Tagesverlauf“) ab und bezeichnete das Tagwerk, für das der Handwerker entlohnt wird. Heute versteht man unter journey in der englischen Sprache ein „Herumreisen“. Der Bedeutungswandel erklärt sich aus der Erfahrung mit reisenden Gesellen im Lande.

### Swagman

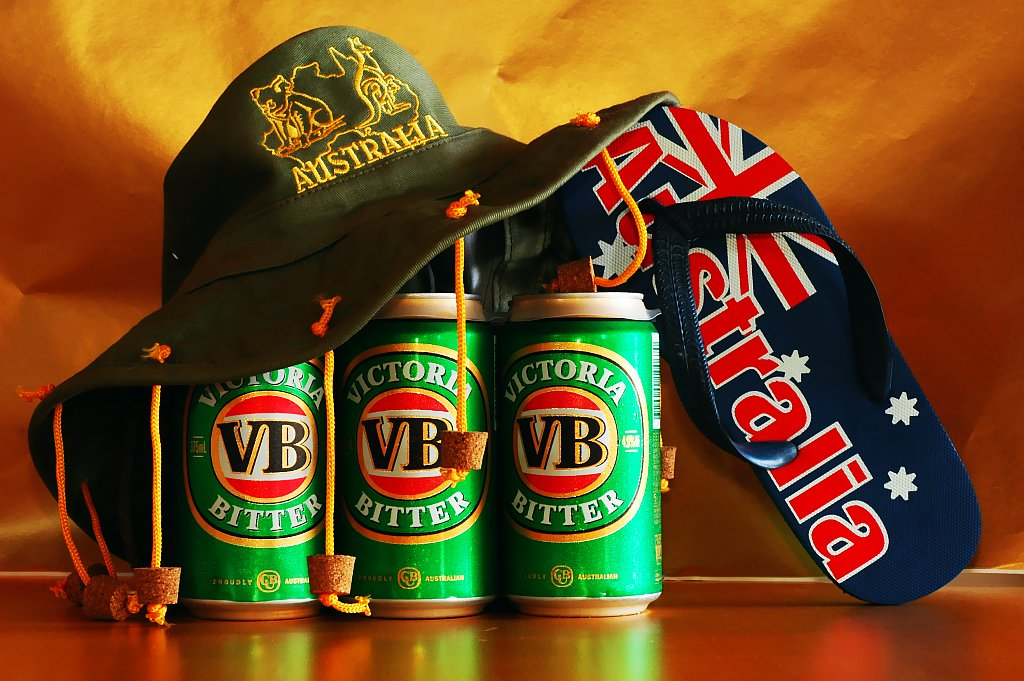
Australischer Korkenhut, modern drapiert mit Bier und Schlappen

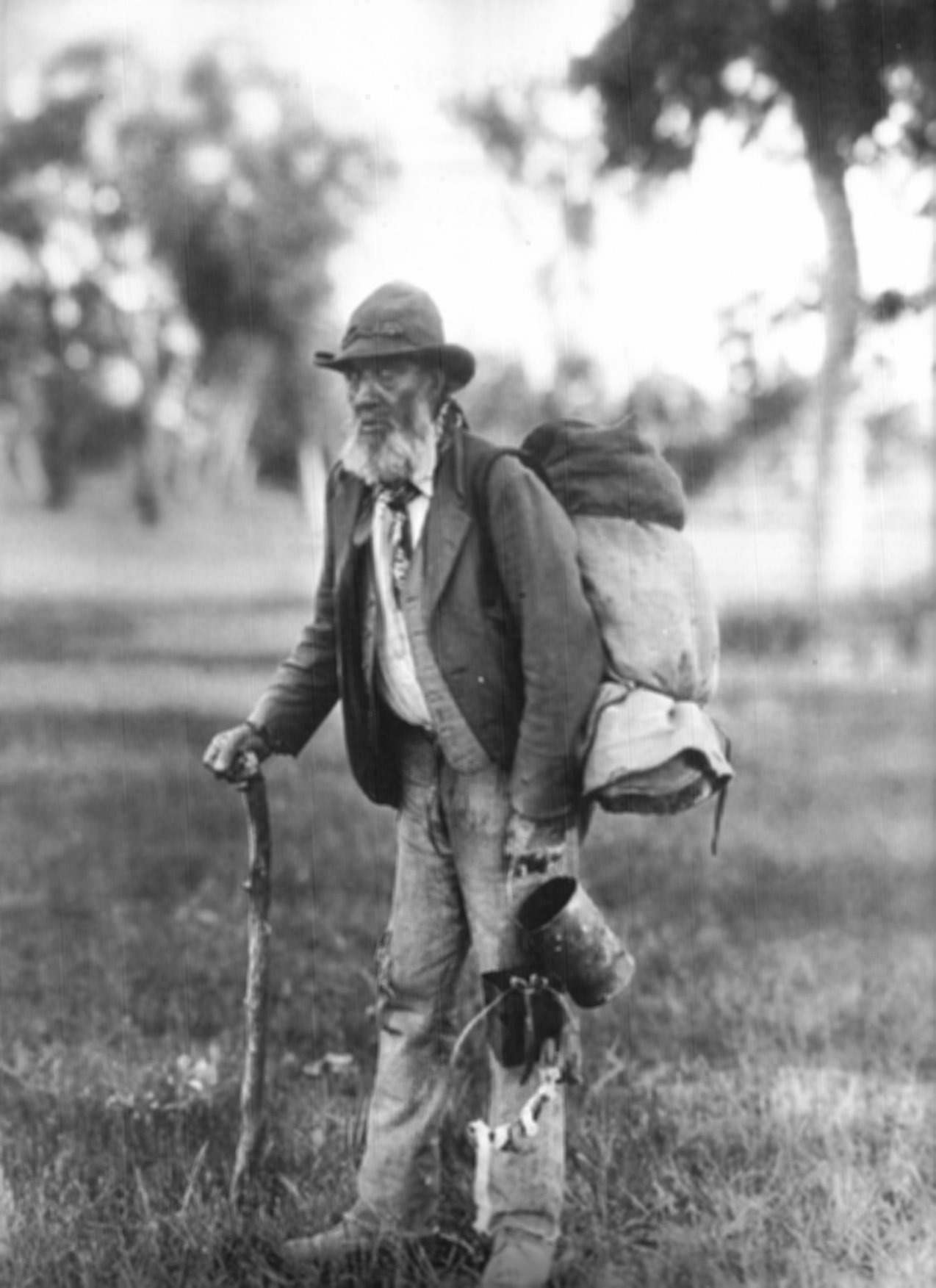
Älterer Swagman auf Wanderschaft, 1901

Swagman (auch Tussocker) im alten Australien bezeichnet reisende Handwerker, die im Hinterland (Outback) von Farm zu Farm gingen und für einen Tagelohn Handwerksdienste verrichteten. Insbesondere zur Zeit der Depression von 1890 und der großen Depression 1930 erlebten die Swagmen einen Höhepunkt. Als frühe Form eines Sozialsystems wurde anreisenden Swagmen am Abend in den Stationen eine Mahlzeit angeboten, egal ob diese Sundowner am nächsten Tag weiterreisten oder im Ort ihre Dienste anboten.
Während viele Elemente der wandernden Swagmen von mitteleuropäischen Traditionen der Gesellenwanderung abgeleitet wurden, ist der Cork Hat („Korkenhut“) typisch australisch – an der breiten Hutkrempe der Swagmen wurden Korkenstücke (oft schlicht Flaschenkorken) an Schnüren befestigt. Diese beschwerten den Hut kaum, die herumbaumelnden Korken sorgten jedoch dafür, dass die im Busch allgegenwärtigen Fliegen und Mücken nicht beständig um den Kopf des Wanderers schwirrten. Heute ist er eine typisch australische Kopfbedeckung, wenn man in den australischen Busch fährt oder sich gemeinsam mit Freunden auf die Veranda setzt.

## Vokabular
Wandergesellen benutzen oftmals Teile des Rotwelschen bzw. Jenischen, um sich miteinander zu verständigen bzw. manche Dinge zu bezeichnen. Es handelt sich dabei um eine mündliche Sprache mit großer Vielfalt, die nur bedingt niedergeschrieben werden kann und seitens der Wandergesellen ihren Charakter als rein mündliche Sprache auch behalten soll. Ein Vokabular von Wandergesellenausdrücken sollte daher mit Vorsicht genossen werden.
Folgende Ausdrücke sind in Gebrauch:
Aspirant, Aspi
Jungreisender auf Probe bei Axt und Kelle, sowie dem Freien Begegnungsschacht
bunt- oder wildreisend
nicht-traditionell reisende Gesellen, teilweise mit Elementen der Kluft oder nach einigen der Regeln reisend
Einheimischer
Ehemaliger Wandergeselle, der sich nach der Wanderschaft niedergelassen hat.
Exportgeselle, Export, Alt
Für das Losbringen und die Ausbildung eines Jungreisenden verantwortlicher Wandergeselle, insbesondere bei Freireisenden.
erwandert werden
Einführung des Jungwandernden in die Bräuche und das Leben der Wandergesellen, insbesondere bei Schächten.
Interessent
Geselle oder Lehrling, der sich dafür interessiert, auf Wanderschaft zu gehen.
Jungreisender, Jungscher
Neuling auf der Walz, insbesondere, wenn in Begleitung des Exportgesellen reisend.
Kamérad, Kamerud (mit langem e)
Guter Kumpel. Grußform unter Gesellen.
Krauter
Handwerksmeister, Arbeitgeber.
Schacht
Vereinigung reisender und ehemaliger Wandergesellen.
schaniegeln, scheniegeln, scharniegeln, schniegeln
Arbeiten.
Schallern
Singen von Gesellenliedern.

## Bekannt gewordene Wandergesellen (Auswahl, alphabetisch nach Nachnamen)
- August Bebel (Drechsler) – Mitbegründer der SPD
- Jakob Böhme (Schuhmacher) – Mystiker, Philosoph und christlicher Theosoph
- Robert Bosch (Mechaniker) – Industrieller, Gründer der Robert Bosch GmbH
- Friedrich Ebert (Sattler) – erster Reichspräsident des republikanischen Deutschen Reiches („Weimarer Republik“)
- Albrecht Dürer der Jüngere (Maler) – bedeutender Künstler zur Zeit des Humanismus und der Reformation
- Johann Conrad Fischer (Kupferschmied) – Unternehmer und Weinhändler, Vater des Metallurgen Johann Conrad Fischer (1773–1854).
- Johann Conrad Fischer (Kupferschmied und Metallurg) – erster Stadtpräsident von Schaffhausen und Begründer der Georg Fischer AG
- Peter Friedhofen (Schornsteinfeger) – Gründer der Barmherzigen Brüder von Maria Hilf
- Max Gebbert (Mechaniker) – Mitbegründer der Firma Gebbert & Schall
- Wilhelm Hasenclever (Lohgerber) – letzter Präsident des ADAV und Reichstagsabgeordneter der frühen deutschen Sozialdemokratie
- Eugen Heilig (Galvanoplastiker und Fotograf) – Arbeiterfotograf und Antifaschist
- Johann Klepper (Schneider) – Gründer der Firma Klepper (Faltboote und Regenmäntel)
- Adolph Kolping (Schuhmacher) – Gründer des Kolpingwerkes
- Franz Löblich (Kupferschmied) – Neben seiner Selbstständigkeit als Kupferschmiedemeister war er von 1870 bis 1871 Landtagsabgeordneter und von 1879 bis 1885 Reichsratsabgeordneter.[19]
- Johann Most (Buchbinder) – Anarchist und Schriftsteller
- Adam Opel (Mechaniker) – Hersteller von Nähmaschinen und Fahrrädern, Gründer der Firma Adam Opel mit Automobilproduktion in nächster Generation
- Wilhelm Pieck (Tischler) – Politiker in der DDR
- Hans Sachs (Schuhmacher) – Spruchdichter, Meistersinger und Dramatiker
- Walter Ulbricht (Tischler) – Politiker in der DDR
- Johann Vaillant (Kupferschmied) – Gründer des Familienunternehmens Vaillant[20]
- Johann Friedrich Ludwig Wöhlert (Tischler) – Industrieller (Maschinen- und Lokomotivenbau)

## Kulturelle Bezüge
- Der Begriff „auf die Walz gehen“ als Bezeichnungen für die Wanderjahre gibt dem australischen Lied „Waltzing Matilda“ einen Teil des Namens.
- Reinhard Mey hat 2007 auf der CD Bunter Hund diese Thematik im Lied „Drei Jahre und ein Tag“ aufgegriffen.[21]
- An die Zeit der Wanderburschen in den vorigen Jahrhunderten erinnert ein Brettspiel, genannt „Müller & Sohn“.
- Viele Wanderlieder sind Lieder von Handwerksgesellen, Gustav Mahler komponierte „Lieder eines fahrenden Gesellen“.
- Verschiedene Märchen, wie zum Beispiel die Märchen der Brüder Grimm: Das tapfere Schneiderlein, Tischlein deck dich! oder Hans im Glück greifen das Thema von Handwerkern auf der Wanderschaft in der Fremde auf.

## Film
- Auf der Walz. (Kino-Dokumentarfilm, D, 2009) Regie und Kamera: Julia Daschner, Aries Filmverleih und Vertrieb Hamburg.
- Für den unbekannten Hund. (Kinofilm, D, 2007) Drehbuch, Regie und Produktion: Benjamin und Dominik Reding, Darsteller: Lukas Steltner, Sascha Reimann, Zarah Löwenthal, Hedi Kriegeskotte u. a.
- Tod auf der Walz. Tatort, Folge 613, Bayerischer Rundfunk, 6. November 2005, Regie: Martin Enlen, Buch: Markus Fenner, Darsteller: Miroslav Nemec, Udo Wachtveitl, Lisa Potthoff, Elmar Wepper, Maximilian Brückner u. a. Als Hörbuch gelesen von Miroslav Nemec, Der Audio Verlag 2008, ISBN 978-3-89813-794-2.
- Weiberwalz. (Dokumentarfilm, D, 2015) Produktion: MDR – über Frauen auf Wanderschaft
- Vera Vester: Heute hier, morgen dort – Auf der Walz (Reportage, D 2019), gesendet im NDR-Fernsehen am 22. März 2019.
- Auf der Walz – Drei Jahre und ein Tag. (Fernsehfilm, D, 2025) Regie: Sibylle Tafel, Das Erste